# Brownsville (Tennessee)
Brownsville é uma cidade localizada no estado norte-americano de Tennessee, no Condado de Haywood.

## Demografia
Segundo o censo norte-americano de 2000, a sua população era de 10.748 habitantes. 
Em 2006, foi estimada uma população de 10.567, um decréscimo de 181 (-1.7%).

## Geografia
De acordo com o United States Census Bureau tem uma área de 
23,6 km², dos quais 23,6 km² cobertos por terra e 0,0 km² cobertos por água. Brownsville localiza-se a aproximadamente 115 m acima do nível do mar.

## Localidades na vizinhança
O diagrama seguinte representa as localidades num raio de 32 km ao redor de Brownsville. 